# Jesús de la Sentencia (Sevilla)

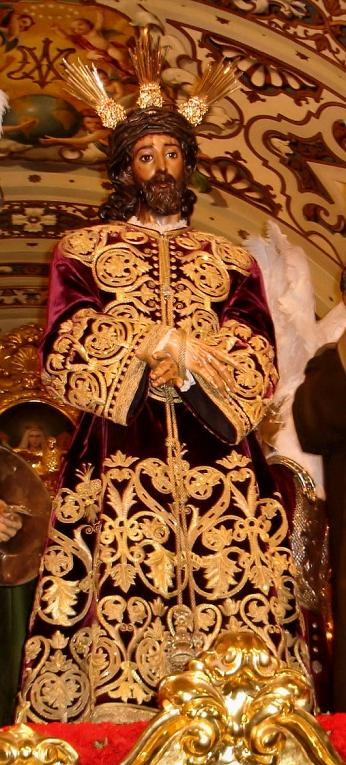
Imagen de Jesús de la Sentencia, uno de los titulares de la Hermandad de la Macarena (Sevilla).

Jesús de la Sentencia es una obra de estilo Barroco que representa a Jesucristo maniatado en el momento en que un sanedrita judío lee su sentencia. Es uno de los titulares de la Hermandad de la Esperanza Macarena, se encuentra situado en su capilla de la Basílica de La Macarena, sede de la hermandad y forma parte del grupo escultórico de la misma denominación que realiza su estación de penitencia con la hermandad en la madrugada del Viernes Santo en la Semana Santa sevillana. Se ha considerado durante muchos años que el autor fue Felipe Morales Nieto en 1654, sin embargo en el año 2000, el profesor Luque Teruel comprobó que existen tres contratos diferentes, uno de Felipe Morales Nieto, otro de Manuel Rodríguez y un tercero, de 1681, de Cristóbal Pérez. Tras analizar las características de la obra, llegó a la conclusión que la talla actual es obra de Cristóbal Pérez y data de 1681.

## Historia
La Hermandad de la Esperanza Macarena trasladó su sede canónica en 1653 a la parroquia de San Gil, comenzando un periodo de cambios encabezados con la fusión que ejecutó con la hermandad de gloria dedicada a Nuestra Señora del Rosario, agregando la advocación de Jesús de la Sentencia. Entonces realizaba su estación de penitencia con una imagen mariana y un crucificado, y encargó en 1654 al escultor Felipe Morales Nieto la obra de Jesús de la Sentencia y siete imágenes secundarias para el misterio, y como acompañamiento del mismo se creó entre 1653 y 1657 la Centuria Romana de la Macarena. Sin embargo la imagen de Jesús de la Sentencia actual es algo posterior, fue realizada en 1681 por Cristóbal Peréz.
En las últimas décadas del siglo XVII la hermandad llevó a cabo importantes reformas en su patrimonio artístico, y entre ellas la ejecución de la imagen de María Santísima de la Esperanza Macarena. Además, encargó al escultor Cristóbal Pérez varias obras, que llevó a cabo entre 1681 y 1683. Realizó un nuevo paso para el misterio del Cristo, de canastilla con dieciséis niños y ocho relieves pasionarios, además de cinco judíos y un sitial para Poncio Pilato y la tarima para los pies de Cristo; finalmente restauró las piezas existentes del misterio, llevando a cabo en su conjunto un trabajo de gran riqueza caracterizado por su opulencia, a juicio de Fermín Arana de Varflora, que pudo contemplarlo en el siglo XVIII.
El paso del misterio fue renovado parcialmente en los años 1810, y era considerado uno de los más antiguos y logrados de la ciudad. Fue sustituido por completo en 1857 por uno de Vicente Hernández Couquet, aunque aprovechando los relieves antiguos, restaurando las esculturas del misterio. Este nuevo paso fue intervenido en 1880 por Emilio Pizarro y Cruz, quien lo renovó profundamente en 1889, adquiriendo tres imágenes a la Hermandad del Valle y tallando el resto de imágenes. Un nuevo paso se encargó en 1910 a José Gil, en el que se volvieron a aprovechar los relieves de Cristóbal Pérez y aportaban querubines de Juan Luis Guerrero, y en 1920 se reformó y se cambiaron los respiraderos por unos de José García Roldán.
Finalmente, en 1929 se encargó un nuevo misterio al imaginero Antonio Castillo Lastrucci, reformado en 1938 y ampliado en 1940, siendo cedido el antiguo misterio a la Hermandad de la Yedra de Jerez de la Frontera, que lo terminaría reemplazando por su actual misterio obra del tallista sevillano Antonio Martin Fernández. El nuevo paso de misterio se realizó en 1955. Intervinieron en él los talleres de Juan Pérez Calvo (parihuela y canasto), talla de Rafael Fernández del Toro en los respiraderos y medallones y ángeles de Luis Ortega Bru. Fue dorado primeramente por Antonio Sánchez, y después por Luis Sánchez Jiménez en 1978.
A la imagen de Jesús de la Sentencia se le sustituyó la cabellera postiza originaria por la actual, realizada en estopa, en la primera mitad del siglo XIX. En 1933 la imagen fue restaurada por el imaginero sevillano Antonio Castillo Lastrucci (1882-1967), que también le realizó unas manos nuevas en 1936; fueron sustituidas por otras de su discípulo Antonio Eslava Rubio (1909-1983) realizadas en 1954. Seis años después Eslava le restauró los brazos y la corona de espinas, y en 1966 le rehízo los pies y unas nuevas manos. Finalmente, en 1984 se llevó a cabo una restauración completa de la imagen por parte de Francisco Arquillo Torres.

## Descripción
Se trata de una imagen de vestir realizada en madera y pasta policromada, con una altura de 170 centímetros. Iconográficamente representa a Jesucristo maniatado, en el momento en que un sanedrita judío lee su sentencia ante Poncio Pilato, como recoge el pasaje evangélico de San Mateo:

Al ver que no se llegaba a nada, sino que aumentaba el tumulto, Pilato hizo traer agua y se lavó las manos delante de la multitud, diciendo: Yo soy inocente de esta sangre. Es asunto de ustedes. Y todo el pueblo respondió: Que su sangre caiga sobre nosotros y sobre nuestros hijos. Entonces, Pilato puso en libertad a Barrabás; y a Jesús, después de haberlo hecho azotar, lo entregó para que fuera crucificado.
Mateo Leví, Evangelio de Mateo, 27, 24-26.